# Uiasca
Uiasca – wieś w Rumunii, w okręgu Ardżesz, w gminie Bascov. W 2011 roku liczyła 1226 mieszkańców.